# Jorge Martínez
Jorge Martínez, également connu sous son surnom Aspar, né le 29 août 1962 à Alzira (Pays valencien, Espagne), est un ancien pilote motocycliste espagnol. Il a remporté quatre titres de champion du monde de vitesse moto et 22 victoires dans la catégorie 80 cm³ ainsi que 15 victoires dans la catégorie 125 cm³.

## Biographie
Martínez participe à son premier Grand Prix en 1982. Entre 1986 et 1988, il remporte quatre championnats du monde (trois dans la catégorie 80 cm³ et un en 125 cm³), dont un doublé en 1988. C'est le dernier doublé de l'histoire des Grands Prix après celui de Freddie Spencer en 1985 (250 cm3 - 500 cm3).
Il acquiert le surnom de « Aspar », en référence à l'industrie espagnole de fabrication de chaussure et au métier de son père, qui était cordonnier.  
Après son retrait de la compétition en 1997, il crée et gère l'équipe Mapfre Aspar.
Il est intronisé au rang de Légendes du MotoGP en 2019.

## Résultats complets en Grand Prix moto
Système de points de 1969 à 1987:
| Position | 1  | 2  | 3  | 4 | 5 | 6 | 7 | 8 | 9 | 10 |
| Points   | 15 | 12 | 10 | 8 | 6 | 5 | 4 | 3 | 2 | 1  |

Système de points de 1988 à 1992:
| Position | 1  | 2  | 3  | 4  | 5  | 6  | 7 | 8 | 9 | 10 | 11 | 12 | 13 | 14 | 15 |
| Points   | 20 | 17 | 15 | 13 | 11 | 10 | 9 | 8 | 7 | 6  | 5  | 4  | 3  | 2  | 1  |

Système de points à partir de 1993:
| Position | 1  | 2  | 3  | 4  | 5  | 6  | 7 | 8 | 9 | 10 | 11 | 12 | 13 | 14 | 15 |
| Points   | 25 | 20 | 16 | 13 | 11 | 10 | 9 | 8 | 7 | 6  | 5  | 4  | 3  | 2  | 1  |

(Les courses en gras indiquent qu'il a réalisé la pole position ; les courses en italiques indiquent qu'il a réalisé le record du tour)
| Saison | Catégorie | Moto           | 1      | 2      | 3      | 4      | 5      | 6       | 7       | 8      | 9      | 10     | 11     | 12     | 13     | 14     | 15     | Points | Rang | Victoire |
| ------ | --------- | -------------- | ------ | ------ | ------ | ------ | ------ | ------- | ------- | ------ | ------ | ------ | ------ | ------ | ------ | ------ | ------ | ------ | ---- | -------- |
| 1982   | 50 cm³    | Motul          | ESP 6  | ITA -  | NED -  | YUG 6  | SMR -  | GER -   |         |        |        |        |        |        |        |        |        | 10     | 11e  | 0        |
| 1983   | 50 cm³    | -              | FRA -  | ITA -  | GER -  | ESP 3  | YUG -  | NED -   | SMR -   |        |        |        |        |        |        |        |        | 10     | 13e  | 0        |
| 1984   | 80 cm³    | Derbi          | ITA 7  | ESP 8  | AUT 5  | GER NC | YUG 3  | NED 1   | BEL 2   | SMR 2  |        |        |        |        |        |        |        | 62     | 4e   | 1        |
| 1985   | 80 cm³    | Derbi          | ESP 1  | GER NC | ITA 1  | YUG 2  | NED 3  | FRA NC  | SMR 1   |        |        |        |        |        |        |        |        | 67     | 2e   | 3        |
| 1986   | 80 cm³    | Derbi          | ESP 1  | ITA 2  | GER NC | AUT 1  | YUG 1  | NED 1   | GBR 3   | SWE -  | SMR 2  | BWU NC |        |        |        |        |        | 94     | 1e   | 4        |
| 1987   | 80 cm³    | Derbi          | ESP 1  | GER 2  | ITA 1  | AUT 1  | YUG 1  | NED 1   | GBR 1   | CZE 2  | SMR NC | POR 1  |        |        |        |        |        | 129    | 1e   | 7        |
| 1988   | 80 cm³    | Derbi          | ESP 2  | EXP 1  | ITA 1  | GER 1  |        | NED 1   | YUG 1   |        |        |        | CZE 1  |        |        |        |        | 137    | 1e   | 6        |
| 1988   | 125 cm³   | Derbi          | ESP 1  | ITA 1  | GER NC | AUT 1  | NED 1  | BEL 1   | YUG 1   | FRA 1  | GBR 2  | SWE 1  | CZE 1  |        |        |        |        | 197    | 1e   | 9        |
| 1989   | 80 cm³    | Derbi          |        |        | ESP NC | ITA 1  | GER NC | YUG NC  | NED NC  |        |        |        |        | CZE 3  |        |        |        | 35     | 8e   | 1        |
| 1989   | 125 cm³   | Derbi          | JPN NC | AUS NC | ESP 2  | ITA NC | GER NC | AUT DNS | NED 7   | BEL NC | FRA 1  | GBR NC | SWE 4  | CZE 4  |        |        |        | 72     | 9e   | 1        |
| 1990   | 125 cm³   | JJ Cobas       | JPN NC |        | ESP 1  | ITA 1  | GER NC | AUT 1   | YUG NC  | NED 5  | BEL NC | FRA 6  | GBR 4  | SWE 17 | CZE 8  | HUN NC | AUS 13 | 105    | 6e   | 3        |
| 1990   | 250 cm³   | JJ Cobas       | JPN NC | USA 16 | ESP NC | ITA 12 | GER NC | AUT 14  | YUG -   | NED 14 | BEL NC | FRA NC | GBR NC | SWE NC | CZE 19 | HUN NC | AUS 11 | 13     | 24e  | 0        |
| 1991   | 125 cm³   | JJ Cobas-Honda | JPN 5  | AUS 10 | ESP 5  | ITA NC | GER 6  | AUT 7   | EUR 4   | NED 14 | FRA 11 | GBR 6  | SMR 7  | CZE 4  | MAL NC |        |        | 99     | 6e   | 0        |
| 1992   | 125 cm³   | Honda          | JPN NC | AUS 6  | MAL 4  | ESP 9  | ITA 6  | EUR 10  | GER NC  | NED 5  | HUN NC | FRA 3  | GBR 8  | BRA 2  | RSA 1  |        |        | 83     | 7e   | 1        |
| 1993   | 125 cm³   | Honda          | AUS NC | MAL 10 | JPN 9  | ESP 7  | AUT 17 | GER 13  | NED DNF | EUR 6  | SMR 7  | GBR 11 | CZE 8  | ITA 12 | USA 12 | FIM 7  |        | 74     | 8e   | 0        |
| 1993   | 250 cm³   | -              | AUS -  | MAL -  | JPN -  | ESP -  | AUT -  | GER -   | NED -   | EUR -  | SMR NC | GBR -  | CZE -  | ITA -  | USA -  | FIM -  |        | 0      | -    | 0        |
| 1994   | 125 cm³   | Yamaha         | AUS NC | MAL 3  | JPN 7  | ESP 9  | AUT 17 | GER 7   | NED 2   | ITA 7  | FRA 6  | GBR 10 | CZE 4  | USA 5  | ARG 1  | EUR NC |        | 135    | 6e   | 1        |
| 1995   | 125 cm³   | Yamaha         | AUS 13 | MAL 20 | JPN NC | ESP 13 | GER NC | ITA NC  | NED NC  | FRA NC | GBR 8  | CZE 18 | RIO 11 | ARG 8  | EUR NC |        |        | 27     | 18e  | 0        |
| 1996   | 125 cm³   | Aprilia        | MAL NC | INA 5  | JPN 8  | ESP NC | ITA 13 | FRA NC  | NED 9   | GER 7  | GBR 4  | AUT 6  | CZE 2  | IMO 3  | CAT 8  | RIO 4  | AUS 4  | 131    | 5e   | 0        |
| 1997   | 125 cm³   | Aprilia        | MAL 6  | JPN 5  | ESP 3  | ITA 2  | AUT NC | FRA -   | NED 6   | IMO 6  | GER 6  | RIO 7  | GBR NC | CZE NC | CAT 12 | INA 3  | AUS 13 | 119    | 6e   | 0        |

## Jeu vidéo
La compagnie espagnole Dinamic Software s'est fortement inspirée de lui pour la création du jeu de course Aspar GP Master.